# Energie durabilă

Investițiile în energie curată au beneficiat de redresarea economică post-pandemie, de o criză energetică globală care a dus la prețuri ridicate la combustibilii fosili și de sprijinul politic din ce în ce mai mare în diferite țări.

Se spune despre energie că este durabilă dacă satisface criteriile de sustenabilitate, adică dacă „satisface nevoile prezentului fără a compromite capacitatea generațiilor viitoare de a-și satisface propriile nevoi”. Definițiile „energiei durabile” au de obicei în vedere efectele acesteia asupra mediului, economiei și societății. Aceste efecte variază de la emisiile de gaze cu efect de seră și poluarea aerului până la sărăcia energetică și deșeurile toxice. Sursele de energie regenerabilă, cum ar fi energiile eoliană, hidraulică, solara și geotermică, deși pot și ele provoca daune mediului, sunt în general mult mai durabile decât sursele bazate pe combustibili fosili.
Rolul surselor de energie neregenerabile în energia durabilă este controversat. Energia nucleară nu produce poluare cu dioxid de carbon sau poluare a aerului, dar are dezavantaje cum ar fi generarea de deșeuri radioactive, riscul de proliferare nucleară și riscul de accidente nucleare. Trecerea de la cărbune la gaz natural are beneficii pentru mediu, inclusiv un impact asupra climei mai scăzut, dar poate întârzia trecerea la opțiuni mai durabile. Captarea și stocarea dioxidului de carbon poate fi aplicată în termocentrale pentru a elimina emisiile de dioxid de carbon (CO2), dar această tehnologie este costisitoare și a fost rar implementată.
Combustibilii fosili asigură 85 % din consumul mondial de energie, iar sistemele energetice sunt responsabile pentru 76 % din emisiile globale de gaze cu efect de seră. Aproximativ 790 milioane de oameni din țările în curs de dezvoltare nu au acces la electricitate, iar 2,6  miliarde se bazează pe combustibili poluanți, cum ar fi lemnul sau cărbunele pentru a găti. Gătitul cu biomasă plus poluarea cu combustibili fosili cauzează aproximativ 7 milioane de decese în fiecare an. Limitarea încălzirii globale la 2 °C va necesita schimbări în producția de energie, distribuție, stocare și consum. Accesul universal la electricitate curată poate avea beneficii majore asupra climei, sănătății umane și a economiilor țărilor în curs de dezvoltare.
Au fost propuse căi pentru combaterea încălzirii globale, obiectivul fiind limitare încălzirii la 2 °C. Acestea prevăd eliminarea treptată a termocentralelor pe cărbune, economisirea energiei, producerea de mai multă energie electrică din surse curate, cum ar fi energia eoliană și cea solară și trecerea de la combustibili fosili la electricitate pentru transport și încălzirea clădirilor. Puterea furnizată de unele surse de energie regenerabilă variază în funcție de momentul în care bate vântul sau strălucește Soarele. Prin urmare, trecerea la energie regenerabilă poate necesita modernizări ale rețelelor electrice, cum ar fi adăugarea de capacități pentru stocarea energiei. Unele procese care sunt greu de electrificat pot folosi hidrogenul verde produs din surse de energie cu emisii reduse. În propunerea Agenției Internaționale pentru Energie (IEA) pentru atingerea emisiilor nete zero până în 2050, aproximativ 35 % din reducerea emisiilor depinde de tehnologiile care erau încă în dezvoltare în 2023.
Cota de piață a energiei eoliene și solare a crescut la 8,5 % din energia electrică la nivel mondial în 2019, iar costurile continuă să scadă. IPCC estimează că pentru a limita încălzirea globală la 1,5 °C în sistemele energetice ar trebui să fie investit 2,5 % din produsul intern brut (PIB) mondial în fiecare an între 2016 și 2035. Guvernele pot finanța cercetarea, dezvoltarea și demonstrarea noilor tehnologii de energie curată. De asemenea, pot construi infrastructură pentru electrificare și transport durabil. În final, guvernele pot încuraja utilizarea energiei curate prin politici precum prețul carbonului, portofoliul standard pentru energie regenerabilă și eliminarea treptată a subvențiilor pentru combustibilii fosili. Aceste politici pot crește, de asemenea, securitatea energetică.

#### Energie nucleară

Din 1985 proporția de energie electrică generată din surse cu emisii scăzute de carbon a crescut doar puțin. Progresele în implementarea surselor regenerabile au fost în mare parte compensate de scăderea cotelor de energie nucleară.

## Transformarea sistemelor energetice

Bloomberg NEF a raportat că în 2022, pentru prima dată, investițiile globale în tranziția energetică au egalat investițiile în combustibili fosili.

### Integrarea surselor de energie cu producție variabilă

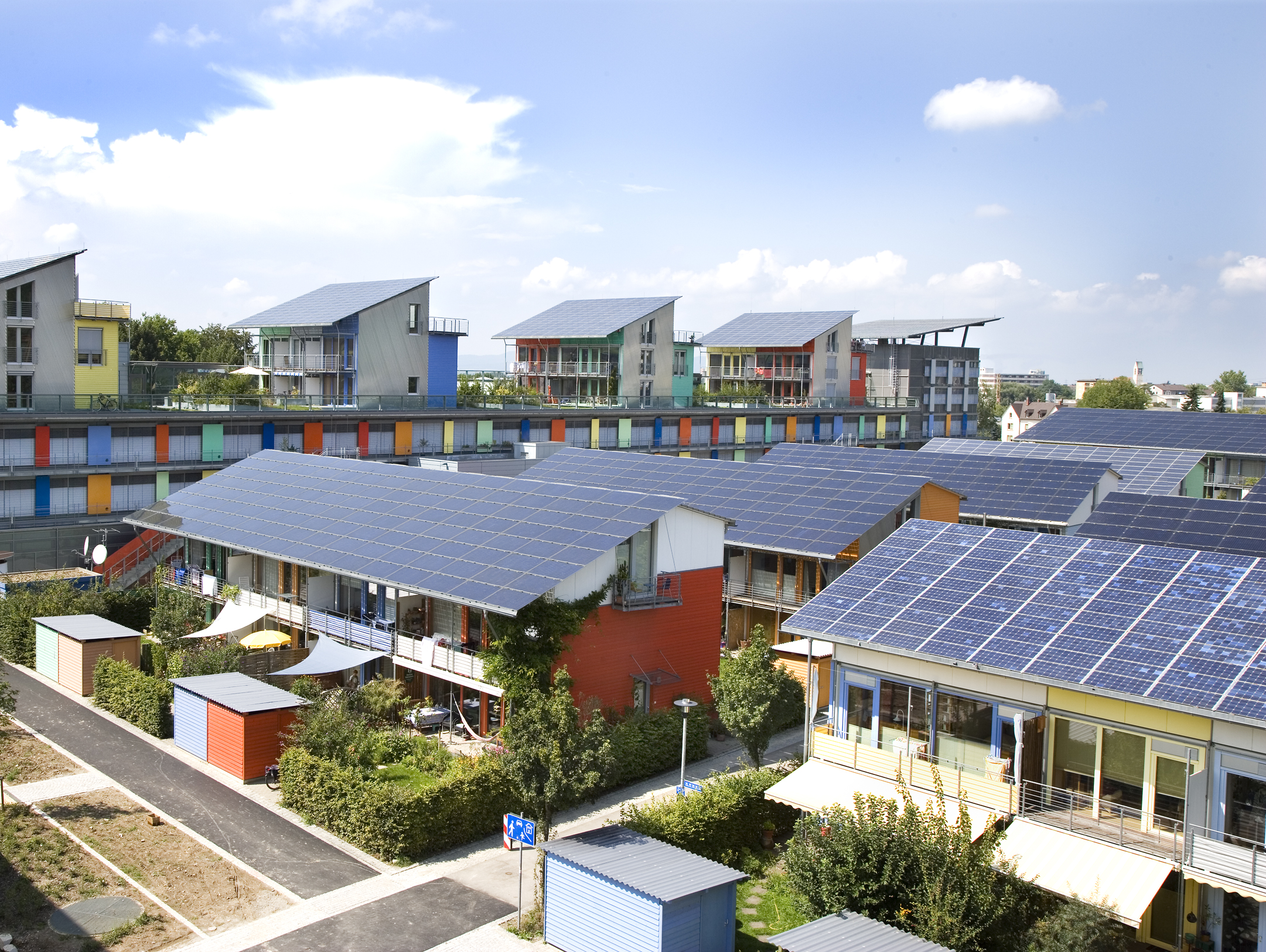
Clădirile din aşezarea solară de la Schlierberg, Germania, produc mai multă energie decât consumă. Acestea au panouri solare pe acoperișuri și sunt construite pentru o eficiență energetică maximă.

#### Stocarea energiei în rețea

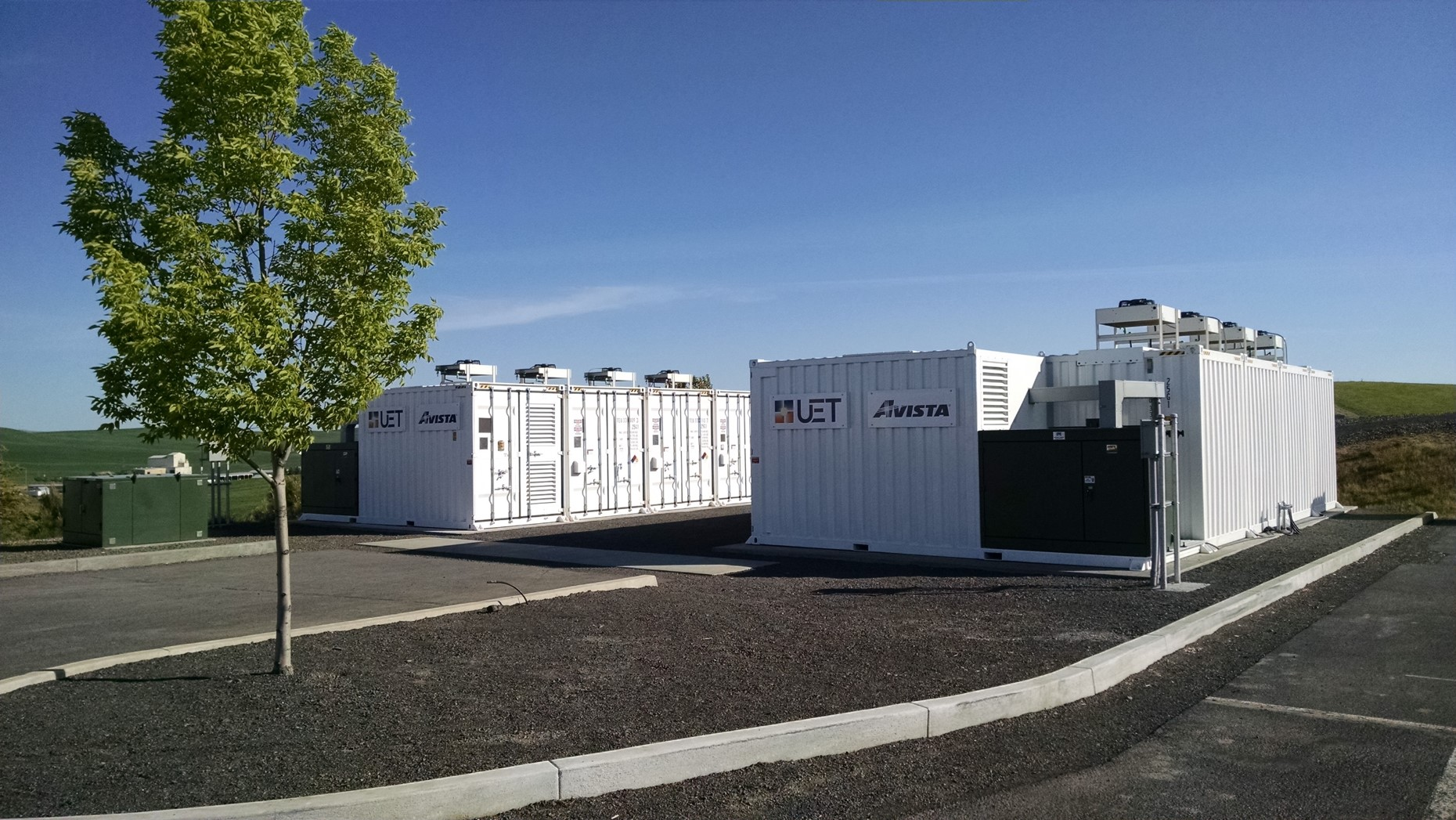
Stație de stocare a curentului electric în baterii

### Electrificare

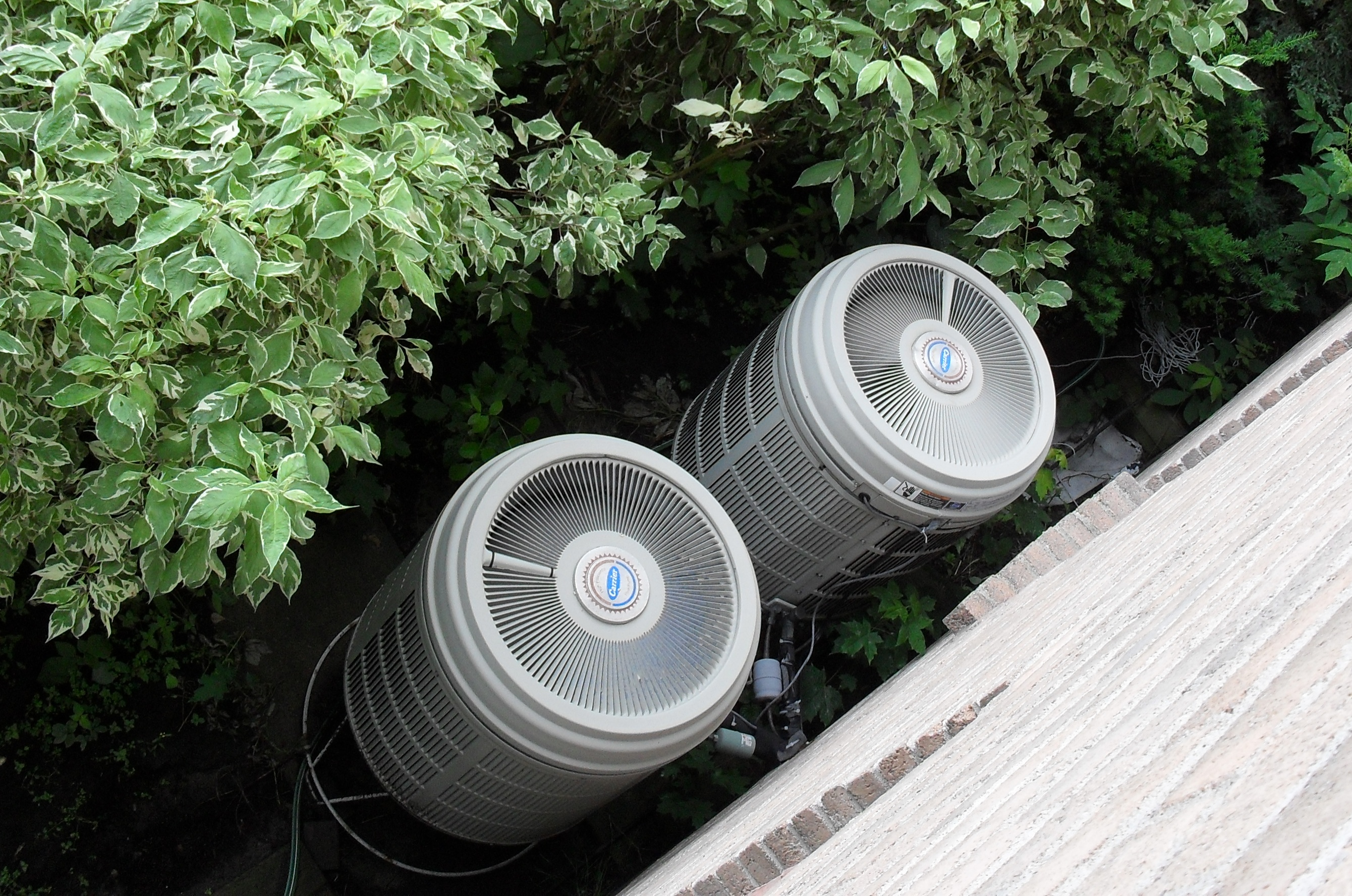
Secțiunea din exterior a unei pompe de căldură. Spre deosebire de sobele care ard petrol sau gaz, acestea folosesc electricitate și sunt foarte eficiente din punct de vedere energetic. Ca atare, electrificarea încălzirii poate reduce semnificativ emisiile.

## Definiții și context
Energia este firul de aur care leagă creșterea economică, sporirea echității sociale și un mediu care permite lumii să prospere. Dezvoltarea nu este posibilă fără energie, iar dezvoltarea durabilă nu este posibilă fără energie durabilă.

### Definiții
Comisia Brundtland a Organizației Națiunilor Unite a descris în raportul său din 1987 conceptul de dezvoltare durabilă, pentru care energia este o componentă cheie. Comisia a definit dezvoltarea durabilă ca fiind satisfacerea „nevoilor prezentului fără a compromite capacitatea generațiilor viitoare de a-și satisface propriile nevoi”. Această descriere a dezvoltării durabile a fost menționată de atunci în multe definiții și explicații privind energia durabilă.
Nu există o interpretare universal acceptată a modului în care conceptul de sustenabilitate se aplică energiei la scară globală. Definițiile de lucru ale energiei durabile cuprind mai multe aspecte ale durabilității, cum ar fi problemele de mediu, cele economice și cele sociale. De la începutul anilor 1990, conceptul sa extins pentru a include probleme sociale și economice mai largi. Istoric, conceptul de dezvoltare durabilă a energiei s-a concentrat pe reducerea emisiilor și pe securitatea energetică. De la începutul anilor 1990, conceptul s-a extins, cuprinzând și probleme sociale și economice importante.
Sustenabilitatea mediului cuprinde emisiile de gaze cu efect de seră, impactul asupra biodiversității și ecosistemelor, deșeurile periculoase și emisiile toxice, consumul de apă, și epuizarea resurselor neregenerabile. Sursele de energie cu impact redus asupra mediului sunt uneori numite „energie verde” sau „energie curată”. Aspectul economic al durabilității se referă la dezvoltarea economică, utilizarea eficientă a energiei și securitatea energetică, pentru a se asigura că fiecare țară are acces constant la suficientă energie. Problemele sociale cuprind nevoia de energie accesibilă și de încredere pentru toți oamenii, drepturile muncii și drepturile asupra terenurilor.

### Impactul asupra mediului

Decesele cauzate de utilizarea combustibililor fosili (v. zonele dreptunghiulare din diagramă) le depășesc cu mult pe cele rezultate din producerea de energie durabilă (dreptunghiuri abia vizibile în diagramă).

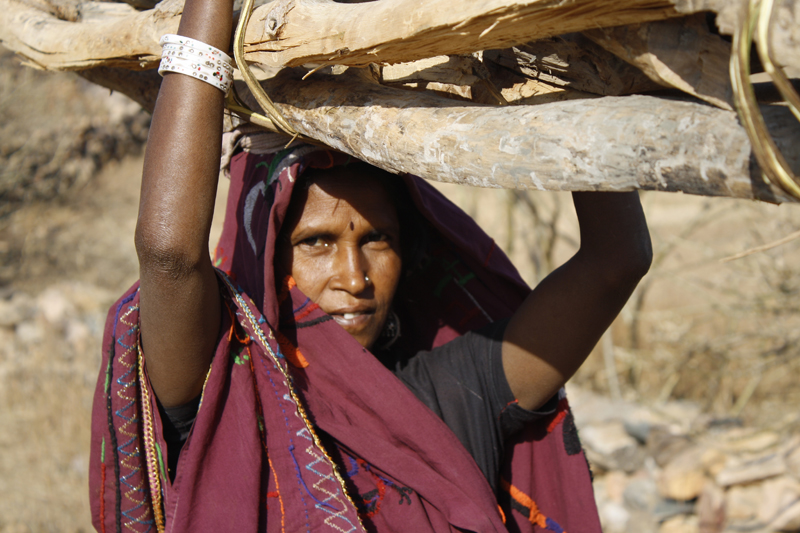
O femeie din Rajasthanul rural, India, strânge lemne de foc. Folosirea lemnului și a altor combustibili poluanți pentru gătit provoacă milioane de decese în fiecare an din cauza poluării aerului, atât în interiorul locuințelor, cât și în exterior.

Sistemul energetic actual contribuie la multe probleme de mediu, inclusiv la încălzirea globală, poluarea aerului, pierderea biodiversității, eliberarea de toxine în mediu și deficitul de apă. Începând cu 2019, 85 % din nevoile de energie ale lumii sunt satisfăcute prin arderea combustibililor fosili. Producția și consumul de energie sunt responsabile pentru 76 % din emisiile anuale de gaze cu efect de seră cauzate de om din 2018. Acordul de la Paris din 2015 privind schimbările climatice își propune să limiteze încălzirea globală mult sub 2 °C și, de preferință, la 1,5 °C; atingerea acestui obiectiv va necesita ca emisiile să fie reduse cât mai curând posibil și să atingă zero emisii nete până la jumătatea secolului.
Arderea combustibililor fosili și a biomasei este o sursă majoră de poluare a aerului, care provoacă aproximativ 7 milioane de decese în fiecare an, cea mai mare parte a afecțiunilor atribuibile poluării fiind observată în țările cu venituri mici și mijlocii. Arderea combustibililor fosili în termocentrale, vehicule și fabrici este principala sursă de emisii care se combină cu oxigenul din atmosferă pentru a provoca ploi acide. Poluarea aerului este a doua cauză de deces prin boli neinfecțioase. Se estimează că 99 % din populația lumii trăiește în locuri cu niveluri de poluare a aerului care depășesc limitele recomandate de Organizația Mondială a Sănătății.
Gătitul cu combustibili poluanți, cum ar fi lemnul, bălegarul animalelor, cărbunele sau kerosenul este responsabil pentru aproape toată poluarea aerului din interiorul locuințelor, care provoacă aproximativ 1,6 până la 3,8 milioane de decese anual, și, de asemenea, contribuie în mod semnificativ la poluarea aerului din exterior. Efectele asupra sănătății se manifestă mai ales în rândul femeilor, care se ocupă de gătit, și al copiilor mici.
Impactul asupra mediului se extinde dincolo de produsele secundare ale arderii. Scurgerile de petrol pe mare dăunează vieții marine și pot provoca incendii care degajă emisii toxice. Aproximativ 10 % din consumul global de apă este destinat producției de energie, în special în turnurile de răcire ale termocentralelor. În regiunile uscate, acest lucru contribuie la penuria de apă. De asemenea, producția de bioenergie, extracția și prelucrarea cărbunelui și extracția petrolului necesită mari cantități de apă. Tăierea excesivă a pădurilor pentru lemn, precum și exploatarea excesivă a altor materiale combustibile poate produce daune locale grave asupra mediului, inclusiv deșertificarea.

### Obiective de dezvoltare durabilă

Harta lumii cu zonele fără acces la electricitate în 2016 – în principal în Africa Subsahariană și Subcontinentul Indian

Satisfacerea cererilor de energie existente si viitoare într-un mod durabil este o provocare esențiala pentru obiectivul global de limitare a încălzirii globale, menținând în același timp creșterea economică și permițând creșterea nivelului de trai. Energia fiabilă și accesibilă, în special electricitatea, este esențială pentru îngrijirea sănătății, educație și dezvoltarea economică. În 2020, 790 de milioane de oameni din țările în curs de dezvoltare nu aveau acces la electricitate, iar aproximativ 2,6 miliarde se bazau pentru gătit pe arderea combustibililor.
Îmbunătățirea accesului la energie în țările cel mai puțin dezvoltate și producerea a mai multă energie mai curată sunt esențiale pentru atingerea celor mai multe dintre obiectivele de dezvoltare durabilă ale Organizației Națiunilor Unite pentru 2030, care acoperă aspecte care variază de la acțiunea climatică până la egalitatea de gen. Obiectivul de Dezvoltare Durabilă 7 solicită „acces pentru toți la energie accesibilă, fiabilă, durabilă și modernă”, inclusiv accesul universal la electricitate și la metode de gătit curate până în 2030.

## Economisirea energiei

La nivel mondial, consumul de energie este extrem de inegal. Țările cu venituri mari, cum ar fi SUA și Canada, folosesc de 100 de ori mai multă energie pe cap de locuitor decât unele dintre țările cel mai puțin dezvoltate din Africa.

Eficiența energetică – utilizarea de mai puțină energie pentru a furniza aceleași bunuri sau servicii sau furnizarea de servicii comparabile cu mai puține bunuri – este o piatră de temelie a multor strategii prvind energia durabilă. Agenția Internațională pentru Energie (IEA) a estimat că prin creșterea eficienței energetice s-ar putea reduce 40 % din emisiile de gaze cu efect de seră, fapt necesar pentru îndeplinirea obiectivelor Acordului de la Paris.
Energia poate fi economisită prin creșterea eficienței tehnice a aparatelor, vehiculelor, proceselor industriale și clădirilor. O altă abordare este utilizarea de mai puține materiale a căror producție necesită multă energie, de exemplu printr-o mai bună proiectare și prin reciclare. Schimbările comportamentale, cum ar fi utilizarea videoconferințelor în locul zborurilor de afaceri sau mersul pe bicicletă în orașe, mersul pe jos sau apelând la transportul public în loc de a folosi mașina, reprezintă o altă modalitate de a economisi energia. Pentru a încuraja schimbarea modurilor de transport, politicile guvernamentale de îmbunătățire a eficienței pot cuprinde norme de construcție, norme de performanță energetică, prețul carbonului și dezvoltarea unei infrastructuri eficiente din punct de vedere energetic.
Intensitatea energetică a economiei globale (cantitatea de energie consumată pe unitatea de produs intern brut – PIB) este un indicator aproximativ al eficienței energetice a producției în economie. În 2010 intensitatea energetică globală a fost de 5,6 MJ (1,6 kWh) per dolar american de PIB. Obiectivele ONU cer ca intensitatea energetică să scadă cu 2,6 % în fiecare an între 2010 și 2030. În ultimii ani, acest obiectiv nu a fost atins. De exemplu, între 2017 și 2018, intensitatea energetică a scăzut cu doar 1,1 %.
Îmbunătățirile eficienței conduc adesea la o situație paradoxală, în care consumatorii resursei eficientizate folosesc banii pe care îi economisesc astfel pentru a cumpăra bunuri și servicii care sunt consumatoare și mai mari de energie. De exemplu, îmbunătățirile recente ale eficienței tehnice în transporturi și clădiri au fost în mare parte compensate de tendințele consumatorilor de a opta pentru vehicule și locuințe mai mari.

#### Energie solară

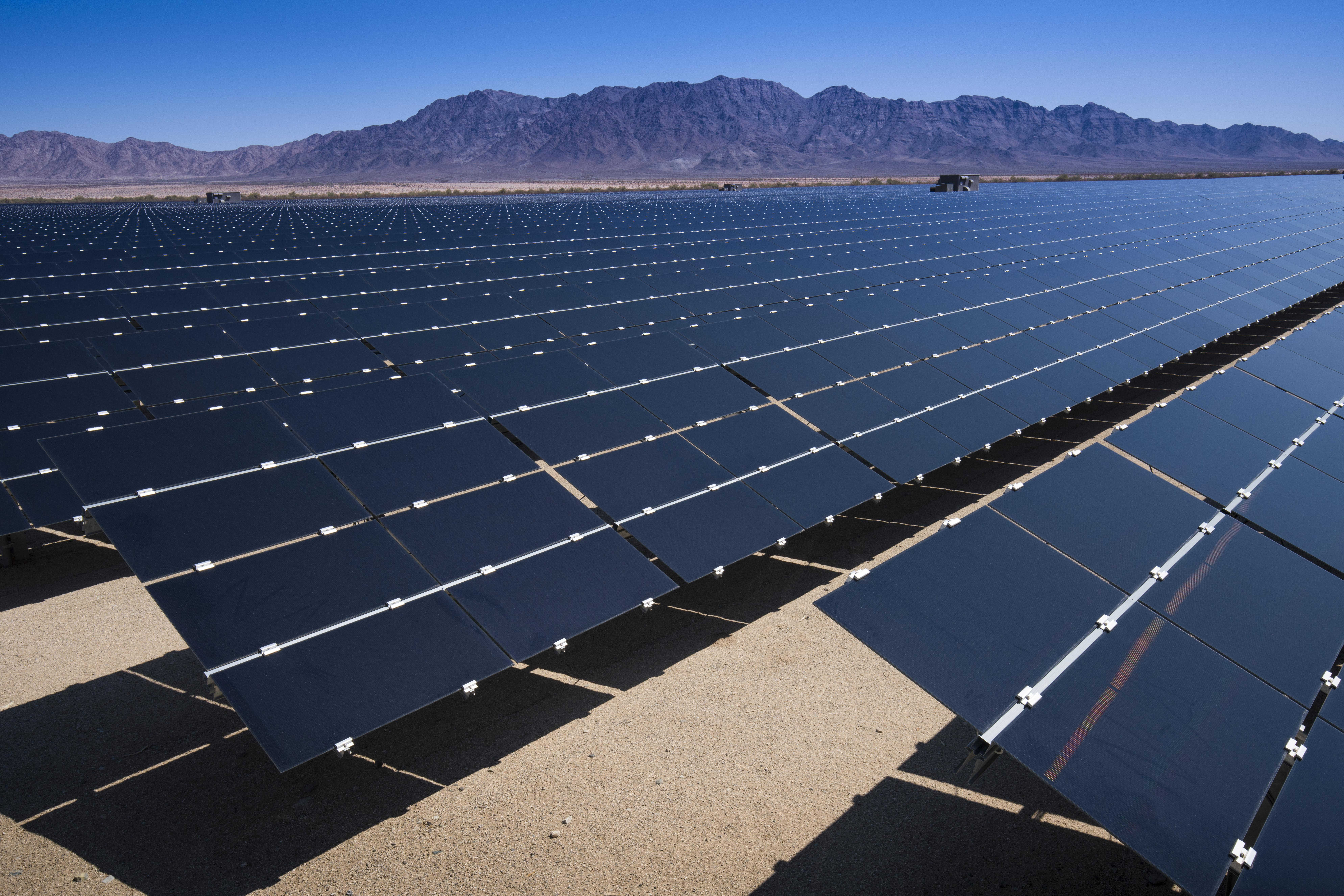
O din California, SUA

#### Energie eoliană

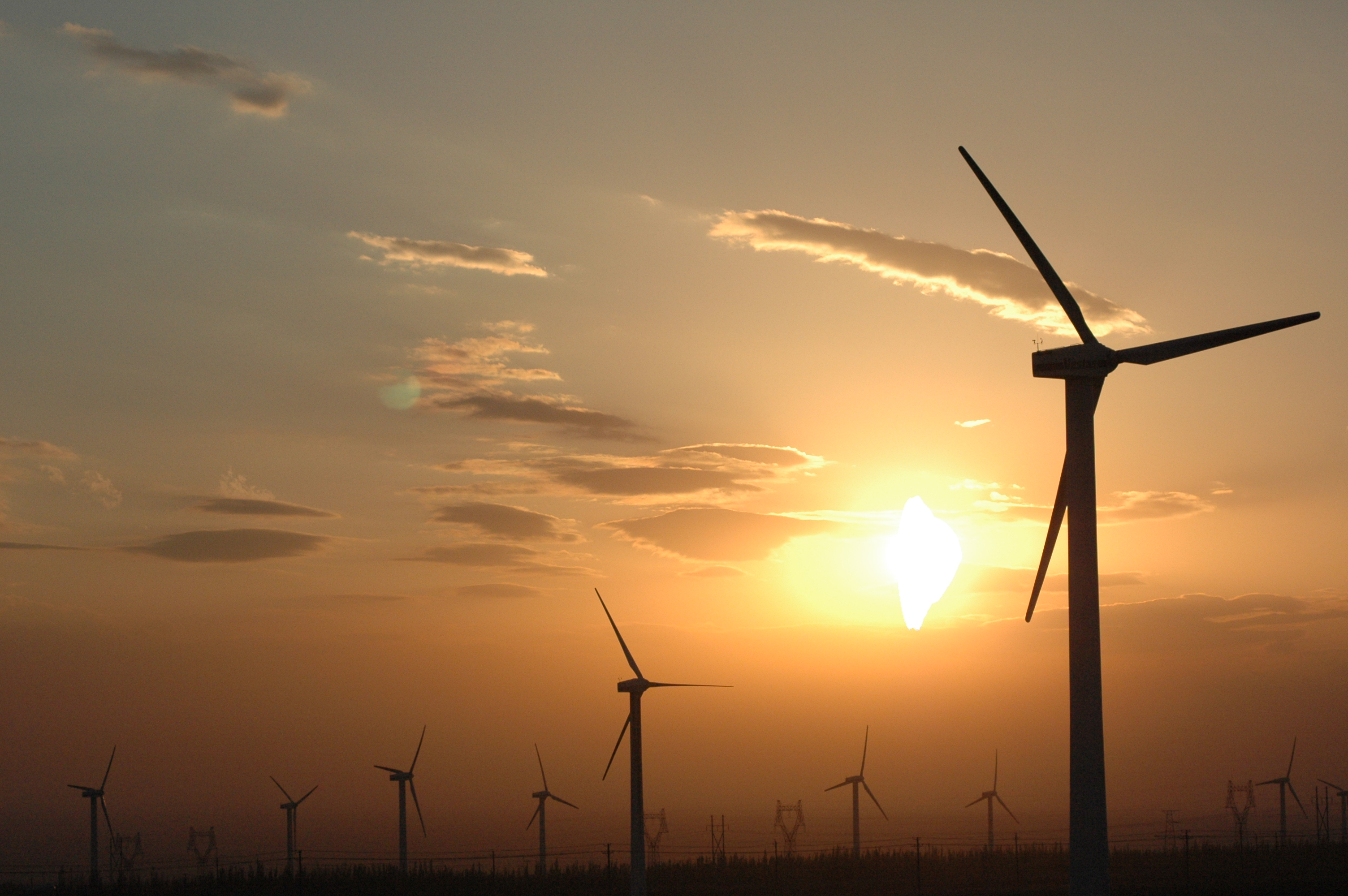
Turbine eoliene în Xinjiang, China

#### Energie hidraulică

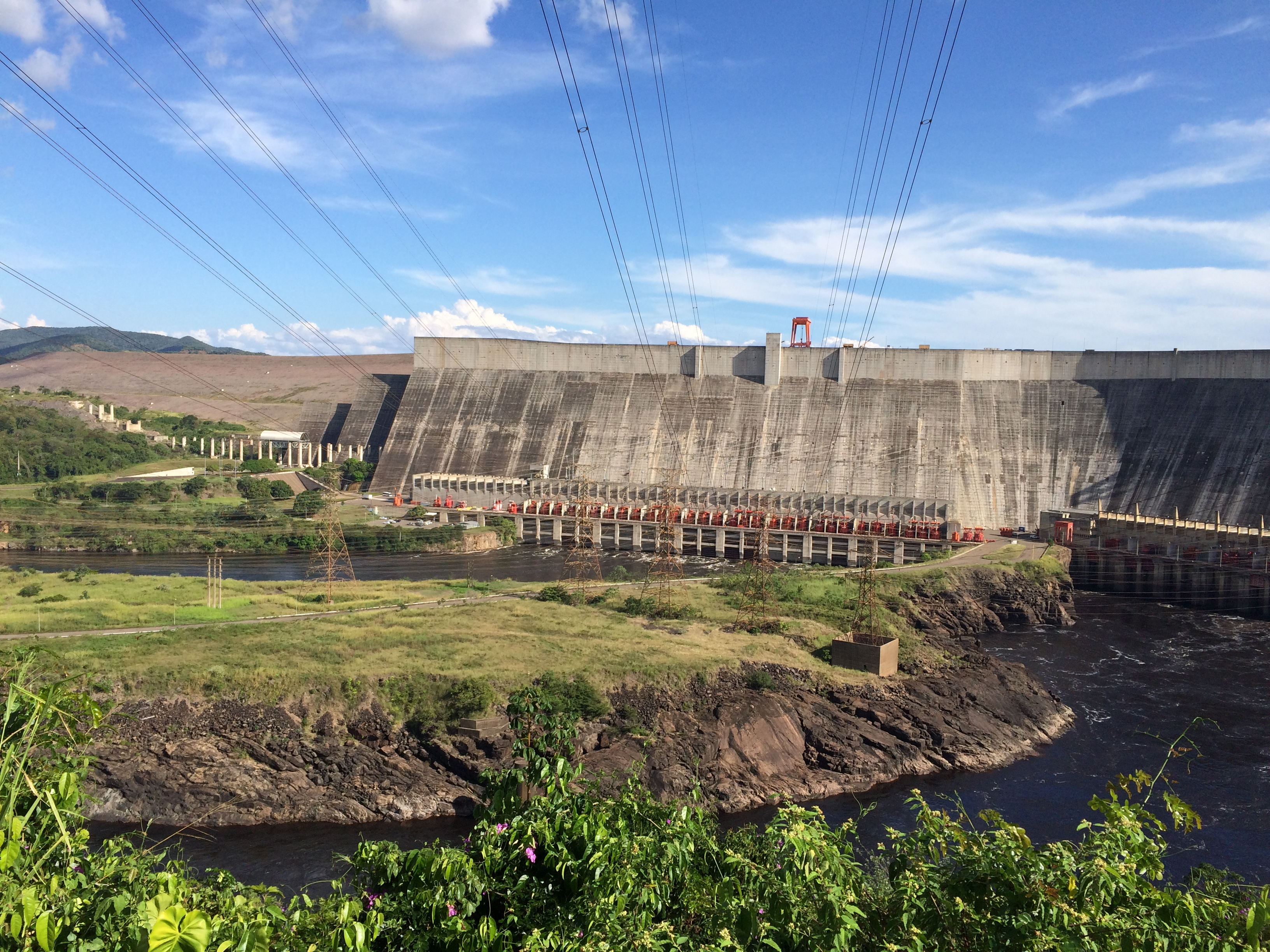
Barajul hidrocentralei Guri Dam din Venezuela

#### Energie geotermică

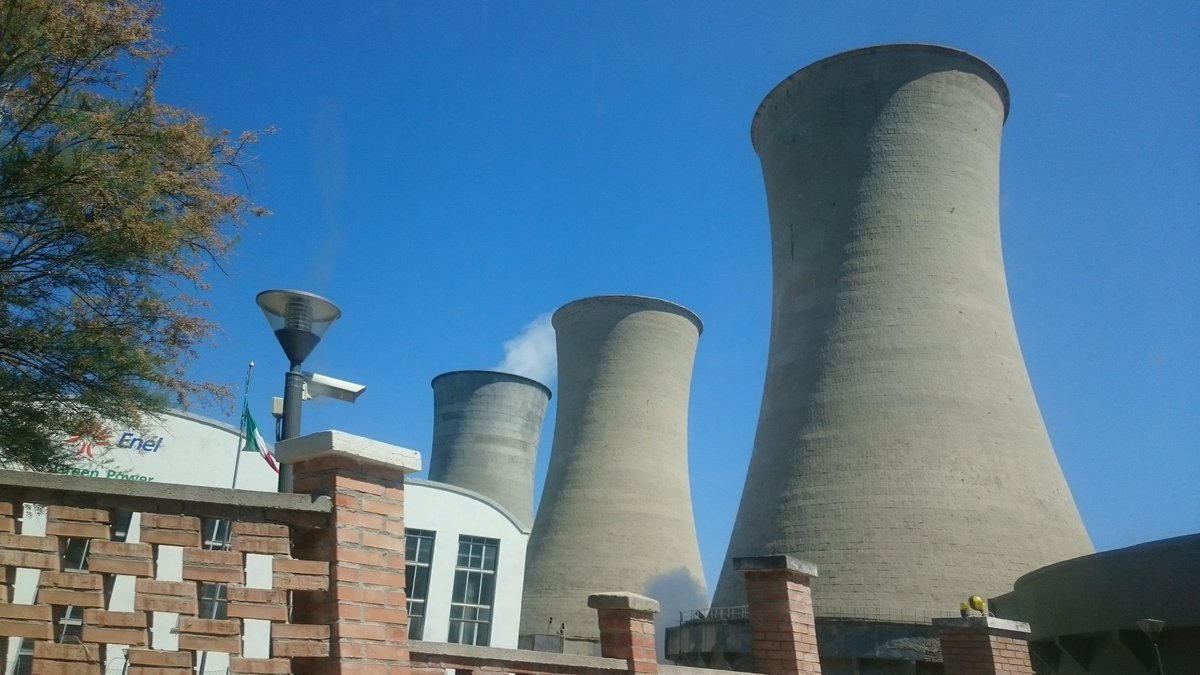
Turnuri de răcire la centrala geotermică din Larderello, Italia

#### Energie din biomasă

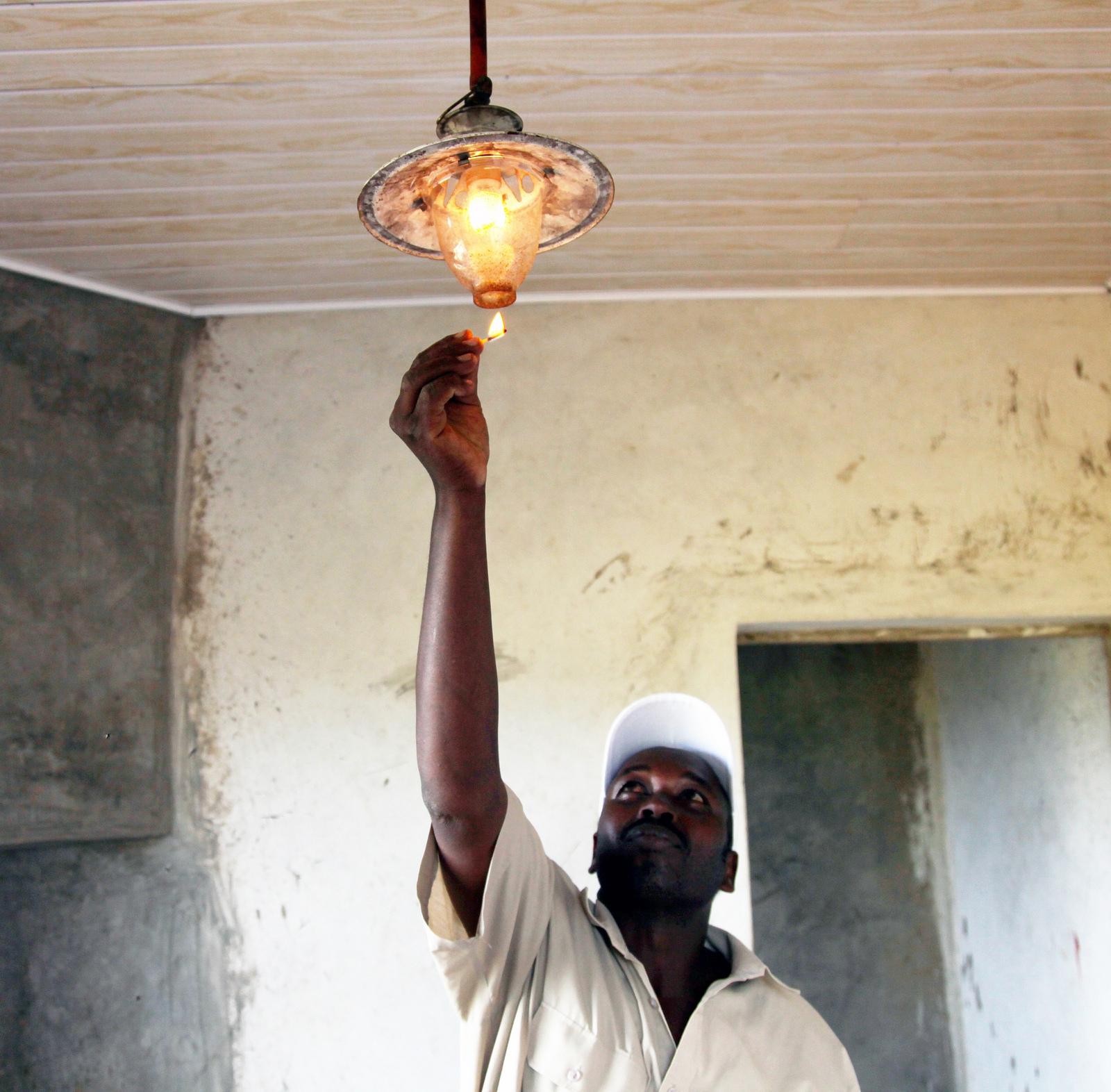
Fermier producător de lapte din Kenya aprinde o lampă cu biogaz. Biogazul produs din biomasă este o sursă de energie regenerabilă care poate fi arsă pentru gătit sau pentru iluminat.

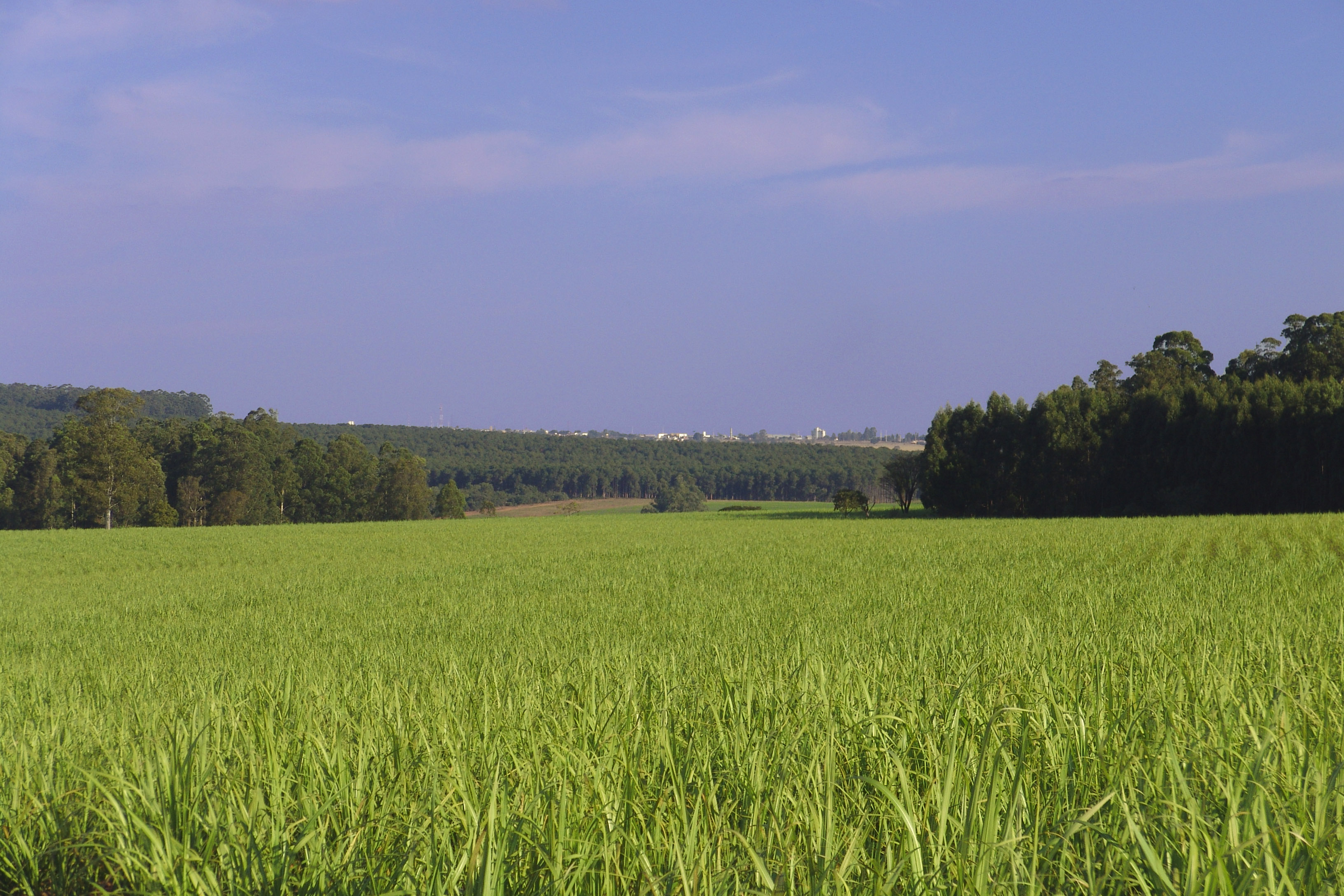
O plantație de trestie de zahăr în Brazilia pentru a produce bioetanol